# Pyrrosia arunachalensis
Pyrrosia arunachalensis là một loài dương xỉ trong họ Polypodiaceae. Loài này được Sarn.Singh & Panigrahi mô tả khoa học đầu tiên năm 2005.
Danh pháp khoa học của loài này chưa được làm sáng tỏ. 